# Stickies
Stickies — прикладна програма для збереження нотаток. Виникла у Mac OS X як альтернатива стандартній програмі з Mac OS Classic. Нотатки можуть містити форматований текст, зображення та посилання.

## Dashboard Widget
Функціональність програми дублюється відповідним widget'ом у Dashboard.

Stickies widget у Dashboard